# Гудили
Гудилите (на гръцки: γουδιλάδες) са гръкоезична етнографска група в Пловдив от XIX век.
„Гудили“ е самоназвание на общността, което някои автори извеждат от гръцка диалектна дума за зле или повърхностно възпитан, а други свързват с българското диалектно наименование на прасе „гуда“. Според приблизително оценки в средата на XIX век гудилите съставляват около една трета от православното население на Пловдив.
Гудилите са потомци на българи, често първо или второ поколение преселници в града от околните села, които, адаптирайки се към градския живот, възприемат гръцкия език и алафранга културата. Те се разграничават от други две гръкоезични групи в града – гърците, главно богати търговски фамилии, дошли от Епир и Македония, и лангерите, гръкоезични преселници от Станимака и съседните села. Границите между тези три групи, както и между гудилите и българите, не са твърдо установени и преминаването от една в друга не е рядкост, като често е резултат на сродявания или промени в общественото положение.
От гръцкия диалект, говорен от гудилите, са запазени само отделни фрагменти. Съдейки по тях, той е базиран на северните гръцки диалекти, като говорените в Станимашко, с видимо синтактично, фонетично и морфологично влияние на източните български диалекти, както и със значително количество турцизми.